# Aurora (planeta ficticio)
Aurora es un planeta ficticio de las novelas del escritor de ciencia ficción Isaac Asimov. El autor lo sitúa en órbita de Tau Ceti. Aurora es el primer planeta extrasolar en ser colonizado desde la Tierra en la Primera Oleada de Colonización, que ocurre en el futuro planteado por Asimov. Posteriormente se convertiría en el planeta más poderoso de la Galaxia, que junto con los otros 50 planetas espaciales subyugó al planeta Tierra, hasta que una nueva oleada de colonización prescindiendo de robots sobrepasó el poder de dichos mundos. Esta ola de colonización terminaría creando al Imperio Galáctico.

## Descripción
La capital de Aurora era Eos, con 20.000 habitantes humanos. Después de siglos de estancamiento humano surgieron dos corrientes políticas, una que quería la colonización de la galaxia por parte de los mundos espaciales y otra a favor de que esto fuera hecho por los terrícolas a medias con los espaciales, cada una liderada por Kelden Amadiro y Han Fastolfe, respectivamente. Este último recibió el apoyo de casi todo el planeta gracias a la ayuda del detective terrestre Elijah Baley.
Con el tiempo Aurora fue decayendo en población e importancia, hasta ser abandonado completamente. Su población superviviente fue trasladada, al parecer, por el robot R. Daneel Olivaw al mismo Trántor, capital del Imperio Galáctico. Fiel al mandato que le dio Elijah Baley el robot aún vigila y protege desde las sombras a los antiguos auroranos, los cuales han formado un pueblo xenófobo llamado los micógenos, los cuales se distinguen por sus cultivos de setas. Los micógenos guardan las tradiciones de sus antepasados y sueñan con volver a Aurora. Su rastro se pierde tras el Gran Saqueo que afectó a Trántor en su periodo de decadencia.
Sin humanos que lo gobiernen el planeta involuciona en su ecología. Miles de años después de su abandono, Golan Trevize, consejero de la Fundación, casi es devorado por una manada de perros salvajes que lo ataca (Fundación y Tierra). Trevize y sus amigos-Janov Pelorat y su compañera Bliss- desembarcan en el mundo en busca de datos acerca del paradero de la Tierra. En Preludio a la Fundación, por su parte, se menciona a Aurora como planeta del que provienen los habitantes del sector de Trántor llamado Micogen, donde vivieron durante un tiempo un joven Hari Seldon junto a su compañera Dors Venabili.
Los autores Gregory Benford (El temor de la Fundación) y David Brin (El triunfo de la Fundación) le dieron un nuevo giro al tema de Aurora al hacerla responsable del llamado "fuego en la pradera". Incapaces de colonizar la Galaxia por sí mismos, los auroranos, instigados por Kelden Amadiro o sus seguidores, construyeron grandes flotas de naves robot, las cuales fueron enviadas al espacio por delante de la segunda ola colonizadora, terraformando en un lapso de algunos miles de años todos los planetas con posibilidades de ser habitados, no respetando a las formas de vida alienígena, especialmente a las razas inteligentes, las cuales fueron exterminadas en un brutal genocidio cósmico que acabó con ellas. Brin describe con detalle a las inmensas naves robóticas, las cuales con rayos de energía destruían los ecosistemas planetarios y los volvían aptos para la vida humana. No obstante, los auroranos fueron incapaces de ganar la partida a los colonos terráqueos los cuales involuntariamente fueron encontrando planetas ya preparados para la colonización. De esta forma queda explicada la ausencia de civilizaciones no humanas en la Galaxia.
- Datos: Q1049672